# Alexander McLean
Alexander McLean, född 14 februari 1793, död 16 april 1875, var en kanadensisk politiker i Övre Kanada och Västra Kanada.
Han föddes i St. Andrews (utanför Cornwall i nuvarande Ontario) år 1793, som son till Neil McLean. Han studerade med John Strachan i Cornwall och flyttade senare till en bondgård i närheten av Cornwall. Han var löjtnant i den lokala militären under 1812 års krig. Han blev fredsdomare i det östra distriktet av Övre Kanada år 1832. År 1837 valdes han in i som representant för Stormont County i Övre Kanadas lagstiftande församling när hans bror Archibald blev domare. Han representerade Stormont igen vid Provinsen Kanadas lagstiftande församling från 1841 till 1843 och 1848 till 1851.
Han avled i Cornwall år 1875.